# Вице-адмирал Дрозд (большой противолодочный корабль)
«Вице-адмирал Дрозд» — советский ракетный крейсер первого ранга проекта 1134.

## История
Включен в состав ВМФ СССР 16
июня 1965 года.
Первым командиром корабля стал капитан 3 ранга Леонид Сергеевич
Зыков, старшим помощником капитан 3 ранга Владлен Георгиевич Проскуряков, заместителем
командира по политчасти капитан-лейтенант Александр Иванович Михачев.
Военно-морской флаг на корабле
поднят 30.06.1968 года. Первоначально корабль был включен в состав ДКБФ
(войсковая часть 26858), но после вступления в строй был переподчинен в состав
КСФ. 5 мая 1969 года включен в состав 120 БрРК, сдал все курсовые задачи и был
введен в состав сил постоянной готовности.
С 04.06 по 16.06.1969 года ВПК «Вице-адмирал Дрозд» выполняет задачи боевой
службы в Северной Атлантике на Фареро — Исландском противолодочном рубеже (пройдено 3792 мили). С 12 по 15
августа 1969 года принимает участие в учении «Кольский берег» под руководством
ГК ВМФ. В составе группы кораблей: гвардейского БРК «Гремящий», БРК «Смышленый»
выполнил на «отлично» стрельбу зенитным оружием и артиллерией по
радиоуправляемым мишеням. Зачислен в списки кораблей ВМФ 16 июня 1965 года.
Закладка корабля состоялась 26 октября 1965 года на судостроительном заводе имени А. А. Жданова (Северная верфь) в Ленинграде.
18 ноября 1966 года спущен на воду, 27 декабря 1968 года вступил в строй.
8 января 1969 года включен в состав Балтийского флота, 5 мая 1969 года включён в состав 120 БрРК ДКБФ, 8 апреля 1975 года переведён в состав Северного флота.
24 февраля 1972 года участвовал в спасении экипажа бедствующей ПЛ К-19.
1 июля 1990 года корабль был разоружен, исключён из состава ВМФ, расформирован 1 октября того же года.
2 июня 1991 года был спущен Военно-морской флаг. В 1992 году корабль был продан в Индию для разделки на металлолом. При буксировке в марте того же года в Индию корпус корабля затонул.